# Floridatragulus
Floridatragulus — вимерлий рід родини Floridatragulinae. Рід містить такі види: Floridatragulus dolichanthereus, Floridatragulus nanus, Floridatragulus texanus. Скам'янілості виявлено в Панамі та США (Флорида, Небраска, Техас) — всього 8 колекцій.